# Nationale Technische Universität für Öl und Gas (Iwano-Frankiwsk)
Die Nationale Technische Universität für Öl und Gas (Iwano-Frankiwsk) (ukrainisch Івано-Франківський національний технічний університет нафти і газу , englisch Ivano-Frankivsk National Technical University of Oil and Gas) ist eine 1967 gegründete Universität in der ukrainischen Stadt Iwano-Frankiwsk.
Die Universität besteht aus 8 Instituten, an denen insgesamt 10.000 Studenten studieren und 617 Dozenten tätig sind. Von diesen tragen 99 den Professoren- oder Doktortitel (Stand:2020).
Die Universität besitzt folgende Institute:
- Institut für Ökonomie und Management
- Institut für Grundlagenwissenschaft, Geisteswissenschaft und Fernunterricht
- Institut für Studia humanitatis und Öffentliche Verwaltung
- Institut für Informationstechnologie
- Institut für Maschinenbau
- Institut für Erdöl- und Erdgastechnik
- Institut für Postgraduales Studium
- Institut für Tourismus und Geowissenschaften

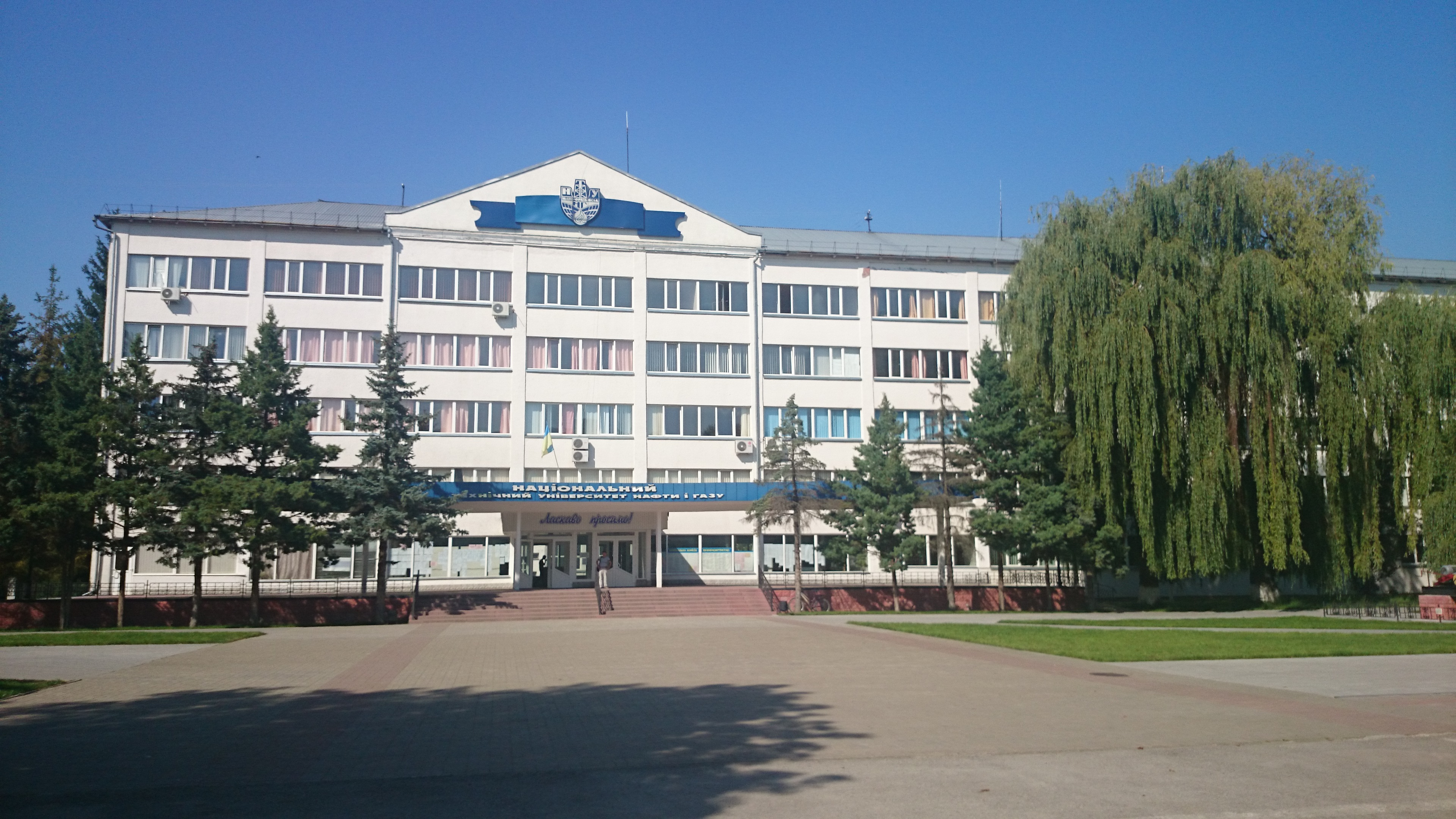
Universitätsgebäude